# آن دايموند (قابلة)
آن دايموند (بالإنجليزية: Ann Diamond)‏ هي قابلة نيوزيلندية، ولدت في 1827، وتوفيت في 22 أبريل 1881.